# Reese Wynans
Reese Wynans (né le 28 novembre 1947) est un claviériste américain, qui a travaillé en session et a été membre de Double Trouble et du groupe de rock progressif Captain Beyond. En 2015, il a été intronisé au Rock and Roll Hall of Fame en tant que membre de Double Trouble.